# Уокиган
Уокѝган (на английски: Waukegan) е град в Илинойс, Съединени американски щати, административен център на окръг Лейк. Намира се на брега на езерото Мичиган, на 65 km северно от центъра на Чикаго. Населението му е 87 729 души (по приблизителна оценка за 2017 г.).

## Личности
Родени в Уокиган
- Рей Бредбъри (1920 – 2012), писател
- Ким Робинсън (р. 1952), писател